# Maart 1937
| Deze maand |
| --- |
| - Overeenkomst regering en communisten in China - Italiaanse neutraliteitsschendingen in Spanje - Nieuwe regering in Finland |

De volgende gebeurtenissen speelden zich af in maart 1937. 
- 1 - De KLM vliegt vanaf deze datum vanuit Schiphol ook naar Wenen (tussenstop Praag), Milaan en Stockholm (tussenstop Kopenhagen). In de zomer zal de lijn Amsterdam-Praag-Wenen worden doorgetrokken naar Boedapest.
- 1[1] - Ras Desta wordt in Italiaans-Oost-Afrika gearresteerd en gefusilleerd. Hij wordt ervan verdacht de aanslag op maarschalk Rodolfo Graziani te hebben georganiseerd.
- 2 - Italië besluit tot een versterkte herbewapening.
- 3[1] - In verband met agitatie vanuit extreemrechtse hoek voert de Roemeense premier Gheorghe Tătărescu enkele wijzigingen in zijn kabinet door. Hij neemt zelf het ministerschap van binnenlandse zaken over, en minister van landbouw Sassu wordt ook minister van justitie. De voormalige ministers van binnenlandse zaken en justitie, Juca en Djuvara, worden minister van staat.
- 3 - Italië neemt maatregelen tot het bevorderen en belonen van grote gezinnen.
- 3 - In Den Haag begint een conferentie van de staten van de Oslo-conventie, een handelsverdrag tussen België, Denemarken, Finland, Luxemburg, Nederland, Noorwegen en Zweden.
- 3 - Het Verenigd Koninkrijk heft de invoerrechten op ruw ijzer op, en verlaagt die op ijzer- en staalproducten van 20% naar 10%.
- 5[1] - Wang Ch'ung-hui volgt de afgetreden Zhang Qun op als minister van buitenlandse zaken van China.
- 5 - In Frankrijk worden enkele monetaire besluiten genomen. Zo zal er geen deviezencontrole worden ingesteld, en worden de invoer van en handel in edelmetaal vrijgegeven.
- 6[1] - De Sovjet-Unie besluit tot het aanleggen van een lange verdedigingslinie langs de westgrens, van het Ladogameer tot aan de Zwarte Zee.
- 6 - Alexander Loudon volgt Carel van Rappard op als permanent Nederlands vertegenwoordiger bij de Volkenbond.
- 7 - In Australië worden bij referendum twee voorstellen tot wijziging van de grondwet verworpen. Het eerste zou de federale regering controle geven op onderlinge handel tussen de staten onderling, het andere zou het toezicht geven op de luchtvaart.
- 7 - De Katholieke Vlaamse Volkspartij wordt opgericht.
- 8 - Naotake Sato treedt aan als minister van buitenlandse zaken van Japan.
- 8 - De aanleg van het vliegveld Nerhoven bij Gilze-Rijen neemt officieel aanvang.
- 9[1] - In Nederland wordt een wetsvoorstel ingediend om het vechten voor of leveren van wapens aan de beide partijen in de Spaanse Burgeroorlog te verbieden.
- 9[1] - Rechters in het Amerikaans Hooggerechtshof krijgen de mogelijkheid vanaf de leeftijd van 70 jaar vrijwillig met pensioen te gaan.
- 9 - De Tweede Kamer stemt in met de voorstellen tot het uitbreiden van de dienstplicht.
- 9 - In Duitsland wordt de mogelijkheid ingevoerd van represailles tegen in Duitsland wonende buitenlanders voor in hun land genomen maatregelen tegen Duitsers.
- 11[1] - De Amerikaanse Senaat stemt in met de Neutraliteitswet.
- 11[1] - Het rexistische parlementslid voor Brussel en diens plaatsvervangers treden af om een nieuwe verkiezing uit te lokken, waarin partijleider Léon Degrelle kandidaat is. Deze hoopt op deze wijze, herhaald in andere provincies, een kamerontbinding uit te lokken.
- 11 - In de Tweede Kamer wordt een wetsvoorstel besproken om het Wetboek van Strafvordering (artikel 29) zodanig te veranderen dat niet meer expliciet vermeld wordt dat een verdachte niet tot antwoorden verplicht is. Dit wordt verworpen, maar de Kamer stemt wel in met het deel van het voorstel dat behelst dat een verdachte niet expliciet op zijn zwijgrecht hoeft te worden gewezen.
- 11 - Het Internationaal Instituut voor Sociale Geschiedenis in Amsterdam wordt officieel geopend.
- 12[1] - Bij de eerste verkiezingen voor het parlement van Brits-Indië is de Congrespartij, die volledige onafhankelijkheid voorstaat, succesvol.
- 12[1] - Egypte verzoekt toe te treden tot de Volkenbond.
- 12[1] - Het Amerikaans Hooggerechtshof bepaalt dat obligaties van voor 1933 kunnen worden afbetaald in gedevalueerde dollars, en dus niet hun waarde in goud hoeft te worden betaald.
- 12 - In Finland wordt een nieuwe regering gevormd van liberalen, sociaaldemocraten en agrarische partij, onder leiding van Aimo Cajander.
- 12 - Mussolini onderneemt een bezoek aan Libië.
- 13[1] - De Nederlandse Tweede Kamer wijst een verzoek van de Volksraad van Nederlands-Indië om het interpellatierecht, dat wil zeggen, het recht om de regering mondeling te horen, te verkrijgen, af.
- 13[1] - Regering en communisten in China komen tot een vergelijk:
  - Beëindiging van de vijandigheden
  - Invrijheidstelling van politieke gevangenen
  - Bijeenroeping van een volkscongres
  - Gezamenlijke voorbereiding van gewapende tegenstand tegen Japan
- 13 - Vanaf deze datum is het systeem actief waarin de grenzen en kusten van Spanje worden bewaakt om te voorkomen dat buitenlandse vrijwilligers zich bij de combattanten in de Spaanse Burgeroorlog aansluiten.
- 14[1] - In Suriname worden wetsontwerpen ingediend om hindoes en moslims de mogelijkheid te geven volgens hun eigen gewoonten een huwelijk te voltrekken.
- 14[1] - In België worden tussentijdse verkiezingen bij een niet "toevallige" vacature afgeschaft. Op deze wijze wil men de strategie van de rexisten (zie hierboven) te doorkruisen. Premier Paul van Zeeland heeft zich in de vacature in Brussel tegenkandidaat gesteld, in de hoop zo een stem van vertrouwen voor de regering te krijgen.
- 14[1] - De tinbaggermolen Kantoeng, onderweg van Schiedam naar Banka met twee sleepboten, slaat om en vergaat nabij Plymouth.
- 15[1] - Twee Nederlandse koopvaardijschepen, de Triton en de Serooskerk worden door Nationalistische troepen gedwongen naar Ceuta te varen; de Triton wordt daar grotendeels uitgeladen. Nederland protesteert tegen het opbrengen van de schepen en stuurt een marineschip om Nederlandse schepen voortaan in de Straat van Gibraltar te konvoiren.
- 16[1] - De Spaanse Republikeinen hebben bewijzen voor de aanwezigheid van regulier Italiaanse troepen in Spanje en protesteren hiertegen bij de Volkenbond.
- 16 - In Clichy komt het tot ernstige ongeregeldheden als communisten en aanverwanten een vergadering van de extreemrechtse Parti Social Français proberen te verhinderen. Bij gevechten tussen betogers en ordetroepen vallen 5 doden en minstens 250 gewonden.
- 17 - De Nederlandse minister De Graef noemt het aanhouden van Nederlandse schepen door de niet-erkende Spaanse Republikeinse regering zeeroverij.
- 18[1] - Een nationaalsocialistische staatsgreep in Hongarije onder leiding van Bela Marton, wordt kort voor hij zou plaatsvinden verijdeld.
- 18 - In de encycliek "Divini Redemptoris" veroordeelt paus Pius XI het communisme.
- 18 - Een ontploffing in een schoolgebouw in New London veroorzaakt een instorting en meer dan 450 doden.
- 18 - Rotterdam verwelkomt zijn 600.000e inwoner.
- 19[1] - Het Bad Soden-sanatorium bij Wiesbaden, het enige overgebleven sanatorium in Duitsland dat nog Joodse tbc-patiënten toeliet, wordt gesloten.
- 19[1] - De Nederlandse regering stelt dat het vaststellen van de kleuren rood, wit en blauw voor de Nederlandse vlag niet inhoudt dat daarmee de oranje-wit-blauwe vlag onwettig wordt gemaakt.
- 19 - Het Nederlandse communistische dagblad De Tribune wijzigt zijn naam tot Volksdagblad. Alexander Salomon de Leeuw is de nieuwe hoofdredacteur.
- 20 - Het lichaam van maarschalk Ferdinand Foch wordt bijgezet in het Dôme des Invalides.
- 21 - Paus Pius XI schrijft de encycliek Mit brennender Sorge tegen de Duitse godsdienstpolitiek, die in alle Duitse Rooms-katholieke kerken wordt voorgelezen. De Duitse politiek wordt geschilderd als bewust tegen kerk en geloof ingaande, en de nazistische rassenleer wordt verworpen.
- 21 - Bij een voetbalwedstrijd tussen Oostenrijk en Italië in Wenen leiden anti-Italiaanse protesten tot incidenten. De wedstrijd wordt voortijdig gestaakt.
- 23 - Dino Grandi verklaart dat Italië niet bereid is mee te werken aan de terugtrekking van Italiaanse vrijwilligers uit de Spaanse Burgeroorlog.
- 23 - De Normandie steekt de Atlantische Oceaan over in 4 dagen en 6 minuten, een gemiddelde snelheid van 30.99 knopen, en krijgt daarmee de blauwe wimpel.
- 24[1] - In Oostenrijk wordt Odo Neustädter-Stürmer ontslagen als minister van Veiligheid. Kanselier Kurt Schuschnigg neemt deze post zelf op zich.
- 24 - Frankrijk verklaart bij de Volkenbond militaire maatregelen voor te stellen als Italië doorgaat met het sturen van troepen naar Spanje.
- 25 - Italië en Joegoslavië sluiten een niet-aanvalsverdrag. De grenzen en de onaantastbaarheid van elkaars grondgebied worden eerbiedigd.
- 26[1] - De maharaja van Travancore stelt alle hindoetempels in zijn gebied open voor de lagere kasten.
- 26[1] - Nederland sluit handelsverdragen met Joegoslavië en Brazilië.
- 27[1] - De Filipijnen en de Verenigde Staten hebben overeenstemming over de voorwaarden om de Filipijnse onafhankelijkheid te vervroegen van 1946 naar 1938-1939.
- 27 - Het Feyenoordstadion in Rotterdam wordt officieel geopend.
- 30 - In Nederland wordt de export van wapens naar Spanje verboden.
- 31[1] - Het Amerikaans Hooggerechtshof verklaart het minimumloon voor vrouwen in Washington, het moratorium van 3 jaar op de vervallenverklaring van hypotheken op landerijen en het recht van spoorwegpersoneel op collectieve arbeidsonderhandelingen grondwettelijk.

en verder:
- Italië reageert op zeer brute wijze op de aanslag op Rodolfo Graziani in Addis Abeba.  Bij represaille-maatregelen worden zeker 6000 Ethiopiërs vermoord.
- In Duitsland wordt fel gereageerd op anti-nazistische uitlatingen van burgemeester Fiorello La Guardia van New York.
- Proeven met de verwerking van ondermelk tot kunstwol in Nederland zijn succesvol, en worden op vergrote schaal voortgezet.
- In Palestina vinden terreurdaden plaats, in de vorm van moordaanslagen op Joodse kolonisten en bomaanslagen.

<< · januari · februari · maart · april · mei · juni · juli · augustus · september · oktober · november · december · >>